# Никитин, Валерий Александрович (хоккеист)
Валерий Александрович Никитин (20 июня 1939, Москва, СССР — 13 января 2002, Москва, Россия) — советский хоккеист, нападающий и защитник, двукратный чемпион мира и Европы (1967, 1970), заслуженный мастер спорта СССР (1967), хоккейный тренер.

## Биография
С 1953 года играл в заводской хоккейной команде в Москве. В сезоне 1956—1957 года выступал за команду «Буревестник» (Москва).
В 1957—1971 годах Валерий Никитин выступал за команду «Химик» (Воскресенск), в её составе в 1965 и 1970 годах завоёвывал бронзовые медали чемпионата СССР. В 1972—1974 годах выступал за команду «ВАТ Штадлау» из Вены (Австрия), а в сезоне 1974—1975 года — опять за «Химик». Всего в составе «Химика» в чемпионатах СССР провёл 510 матчей, забросив 134 шайбы.
В составе сборной СССР участвовал в чемпионатах мира 1967 и 1970 года (на которых сыграл 7 и 9 игр, соответственно), на обоих чемпионатах вместе с командой завоевал звание чемпиона мира и Европы по хоккею. По разным данным, всего за сборную СССР провёл от 40 до 43 игр, забросив три шайбы.
После окончания карьеры игрока работал тренером в различных клубах. Был старшим тренером хоккейной команды «Салават Юлаев» (1976—1979) и главным тренером «Химика» (1995—1998).
Умер 13 января 2002 года от сердечной недостаточности. Похоронен на Ваганьковском кладбище (участок № 51).

## Достижения
- Двукратный чемпион мира и Европы — 1967, 1970[1].
- Двукратный бронзовый призёр чемпионата СССР — 1965, 1970[1].
- Чемпион Зимней Универсиады — 1966[2].
- Чемпион II зимней Спартакиады народов СССР (1966)[2].